# Hydroptila oakmulgeensis
Hydroptila oakmulgeensis är en nattsländeart som beskrevs av Harris 1985. Hydroptila oakmulgeensis ingår i släktet Hydroptila och familjen smånattsländor. Inga underarter finns listade i Catalogue of Life.